# لودفيكا باليتا
لودفيكا باليتا بارشيون (بالإسبانية: Ludwika Paleta Paciorek)‏ هي ممثلة مكسيكية من اصول بولندية ولدت في 29 نوفمبر من عام 1978 في مدينة كراكوف في بولندا والدها هو الموسيقي بيجينيوف باليتا و شقيقتها هي دومينيكا باليتا.

## روابط خارجية
- لودفيكا باليتا على موقع IMDb (الإنجليزية)
- لودفيكا باليتا على موقع روتن توميتوز (الإنجليزية)
- لودفيكا باليتا على موقع ألو سيني (الفرنسية)
- لودفيكا باليتا على موقع أول موفي (الإنجليزية)
- لودفيكا باليتا على موقع قاعدة بيانات الفيلم (الإنجليزية)
- لودفيكا باليتا على موقع كينوبويسك (الروسية)